# Giải bóng đá ngoại hạng Brunei
Brunei Super League (giải bóng đá vô địch quốc gia Brunei) hay DST Super League (theo tên nhà tài trợ), là giải bóng đá chuyên nghiệp đỉnh cao của hệ thống giải đấu bóng đá nam ở Brunei. Nó được quản lý và điều hành bởi Hiệp hội bóng đá quốc gia Brunei, giải bóng đá thấp hơn giải này là Brunei Premier League.

## Lịch sử
Giải bóng đá vô địch quốc gia được tổ chức từ năm 1985. Từ mùa giải 2002 đến mùa giải 2009 - 2010 được tổ chức với tên gọi Brunei Premier League. Mùa bóng 2012 - 2013 hình thành giải đấu đỉnh cao mang tên Brunei Super League.

## Thể thức thi đấu
Giải đấu diễn ra vòng tròn hai lượt, mỗi đội bóng sẽ phải đối đấu với đội khác hai lần mỗi mùa. Các chỉ số xếp hạng của giải đấu lần lượt ưu tiên: điểm số, hiệu số bàn thắng, tổng số bàn thắng, tổng số trận thắng, thành tích đối đầu trực tiếp, nếu vẫn chưa phân định được thì cuối cùng là bốc thăm vị trí. Vào cuối mùa giải, đội bóng xếp đầu được trao thưởng cúp vô địch và dành vé tham dự đấu trường châu lục ở AFC President's Cup.

## Câu lạc bộ

### Mùa giải hiện tại
Mùa bóng 2015 Brunei Super League có 10 câu lạc bộ tham dự:
- IKLS FC
- Indera SC
- Jerudong FC
- Kilanas FC
- Lun Bawang
- MS ABDB
- MS PDB
- Najip FC I-Team
- Tabuan Muda
- Wijaya FC

## Địa điểm

### Sân vận động không được chỉ định
- Khu liên hợp thể thao Berakas, Berakas
- Khu liên hợp thể thao Điền kinh, Bandar Seri Begawan
- Khu liên hợp thể thao Tutong, Tutong

### Sân nhà được chỉ định
- Brunei Shell Recreational Club Field, Panaga (BSRC FT)
- Sân vận động nhỏ Bolkiah Garrison, Bandar Seri Begawan (MS PPDB)
- Sân vận động nhỏ Công viên Jerudong, Jerudong (DPMM FC)
- Third Battalion Field, Lumut (MS ABDB)
- Arena Field, Seria (KB FC)

### Sân vận động Quốc gia Hassanal Bolkiah
Sân vận động Quốc gia Hassanal Bolkiah là sân vận động lớn nhất của giải đấu với sức chứa 28.000 người. DPMM FC sử dụng sân vận động này cho các trận đấu trên sân nhà.

## Đội vô địch
| Mùa bóng | Vô địch   | Á quân         | Giải ba         |
| -------- | --------- | -------------- | --------------- |
| 2012–13  | Indera SC | MS ABDB        | Majra United FC |
| 2014     | Indera SC | MS ABDB        | Najip FC        |
| 2015     | MS ABDB   | Indera SC      | Najip I-Team    |
| 2016     | MS ABDB   | Indera SC      | Wijaya FC       |
| 2017–18  | MS ABDB   | Kota Ranger FC | Indera SC       |

## Cầu thủ

### Vua phá lưới
| Mùa bóng | Cầu thủ                | Câu lạc bộ  | Bàn thắng |
| -------- | ---------------------- | ----------- | --------- |
| 2012–13  | Azwan Ali Rahman       | Indera SC   | 17        |
| 2014     | Mohd Zulkhairy Razali  | Indera SC   | 16        |
| 2015     | Hardi Bujang           | Jerudong FC | 18        |
| 2016     | Abdul Azizi Ali Rahman | MS ABDB     | 8         |
| 2017–18  | Abdul Azizi Ali Rahman | MS ABDB     | 28        |